# Конкашпаев, Гали Конкашпаевич
Гали Конкашпаевич Конкашпаев (Конкашбаев) (1903, а. Акбеттау, Павлодарский уезд — 6.06.1986, Алма-Ата) — исследователь казахской топонимики.

## Биография
В 1928 году окончил Государственный Центрально-Азиатский университет (Ташкент), Казахский педагогический институт (1946).
С 1945—1971 годах заместитель председателя республиканской комиссии по географическим и геологическим названиям.
Основные направления исследований: калмыки (ойраты) в XV—XVIII вв. Собрал историко-географическую монгольскую и тюркскую топонимику.

## Сочинения
- Название города Алма-Ата, А., 1948;
- Казахские народные географические термины, А., 1951;
- Географические названий происхождения на территории Казахстана, А., 1956;
- Словарь казахских географических названий, А., 1963;
- Цветовые слова в тюркских топонимах, А., 1969.